# Lijst van programma's van RTL Telekids
Dit is een lijst van Nederlandse programma's die werden uitgezonden door de Nederlandse televisiezender RTL Telekids. Aangekochte buitenlandse programma's staan (nog) niet in zijn geheel in deze lijst.
De jaartallen geven aan wanneer het programma bij RTL Telekids te zien was of is. Een programma kan daarvoor en/of daarna ook bij een andere zender of omroep te zien zijn geweest.

## Programma's
Legenda
 Huidige en komende programma's zijn gemarkeerd met een lichtblauw blokje.

## 1
|  | Programma    | Periode | Presentatie/Medewerkers/Acteurs | Opmerkingen |
|  | ------------ | ------- | ------------------------------- | ----------- |
|  | 123 Penguins |         |                                 |             |

## 2
|  | Programma            | Periode | Presentatie/Medewerkers/Acteurs | Opmerkingen |
|  | -------------------- | ------- | ------------------------------- | ----------- |
|  | 2 Kleine kleutertjes |         |                                 |             |

## 5
|  | Programma      | Periode | Presentatie/Medewerkers/Acteurs | Opmerkingen |
|  | -------------- | ------- | ------------------------------- | ----------- |
|  | 5 minuten show |         |                                 |             |

## A
|  | Programma                  | Periode | Presentatie/Medewerkers/Acteurs | Opmerkingen |
|  | -------------------------- | ------- | ------------------------------- | ----------- |
|  | Airport: Winky's avonturen |         |                                 |             |
|  | Annedroids                 |         |                                 |             |

## B
|  | Programma                                         | Periode | Presentatie/Medewerkers/Acteurs | Opmerkingen |
|  | ------------------------------------------------- | ------- | ------------------------------- | ----------- |
|  | Bassie & Adriaan: De Plaaggeest                   |         |                                 |             |
|  | Bassie en Adriaan en het geheim van de sleutel    |         |                                 |             |
|  | Bassie en Adriaan en de diamant                   |         |                                 |             |
|  | Bassie en Adriaan en de huilende professor        |         |                                 |             |
|  | Bassie en Adriaan en het geheim van de schatkaart |         |                                 |             |
|  | Bassie en Adriaan en de verdwenen kroon           |         |                                 |             |
|  | Bassie en Adriaan en de verzonken stad            |         |                                 |             |
|  | Bassie en Adriaan op reis door Europa             |         |                                 |             |
|  | Bassie en Adriaan op reis door Amerika            |         |                                 |             |
|  | Beschermers van Berk                              |         |                                 |             |
|  | Bibaboerderij                                     |         |                                 |             |
|  | Bibi en Tina                                      |         |                                 |             |
|  | Bobo                                              |         |                                 |             |
|  | Bollo, Bries en bondgenoten                       |         |                                 |             |
|  | Bolts & Blip                                      |         |                                 |             |
|  | Boom en reds                                      |         |                                 |             |
|  | Brandweerman Sam                                  |         |                                 |             |
|  | Bumba: Bravo Babilu                               |         |                                 |             |
|  | Burgers zoo en waarom                             |         |                                 |             |
|  | BVK Club                                          |         |                                 |             |
|  | BW TV                                             |         |                                 |             |

## C
|  | Programma                 | Periode | Presentatie/Medewerkers/Acteurs | Opmerkingen |
|  | ------------------------- | ------- | ------------------------------- | ----------- |
|  | Chloe's Toverkast         |         |                                 |             |
|  | Chuck and Friends         |         |                                 |             |
|  | Chuggington               |         |                                 |             |
|  | Chuggington medaille race |         |                                 |             |

## D
|  | Programma                                              | Periode | Presentatie/Medewerkers/Acteurs | Opmerkingen |
|  | ------------------------------------------------------ | ------- | ------------------------------- | ----------- |
|  | De Avonturen van Bollo                                 |         |                                 |             |
|  | De Avonturen van K3                                    |         |                                 |             |
|  | De Club van Sinterklaas & de speelgoeddief             |         |                                 |             |
|  | De Club van Sinterklaas - De grote onbekende           |         |                                 |             |
|  | De Club van Sinterklaas - Herrie op het kasteel        |         |                                 |             |
|  | De Club van Sinterklaas - Paniek in de Confettifabriek |         |                                 |             |
|  | De Club van Sinterklaas - Pietennieuws Live            |         |                                 |             |
|  | De Club van Sinterklaas Dansschool                     |         |                                 |             |
|  | De Daltons (van Lucky Luke)                            |         |                                 |             |
|  | De Fabeltjeskrant                                      |         |                                 |             |
|  | De Freggels                                            |         |                                 |             |
|  | De heldenverhalen van kapitein Onderbroek              |         |                                 |             |
|  | De Jungleclub                                          |         |                                 |             |
|  | De Nationale opblijfavond                              |         |                                 |             |
|  | De Wielen van de bus                                   |         |                                 |             |
|  | Dennis de Bengel                                       |         |                                 |             |
|  | Dinonieuws                                             |         |                                 |             |
|  | Dinotrux                                               |         |                                 |             |
|  | Dive Olly Dive                                         |         |                                 |             |
|  | Doedel                                                 |         |                                 |             |

## E
|  | Programma                        | Periode | Presentatie/Medewerkers/Acteurs | Opmerkingen |
|  | -------------------------------- | ------- | ------------------------------- | ----------- |
|  | Efteling TV: De Schatkamer       |         |                                 |             |
|  | Efteling TV: Tita Toverfeest     |         |                                 |             |
|  | Efteling TV: Het mysterie van... |         |                                 |             |
|  | Elias                            |         |                                 |             |
|  | Ep de pret show                  |         |                                 |             |
|  | Ernst, Bobbie en de rest         |         |                                 |             |

## F
|  | Programma          | Periode | Presentatie/Medewerkers/Acteurs | Opmerkingen |
|  | ------------------ | ------- | ------------------------------- | ----------- |
|  | Fien en Teun       |         |                                 |             |
|  | Flin en Flo        |         |                                 |             |
|  | Florrie's Draakjes |         |                                 |             |

## G
|  | Programma                 | Periode | Presentatie/Medewerkers/Acteurs | Opmerkingen |
|  | ------------------------- | ------- | ------------------------------- | ----------- |
|  | Gadget and the Gadgetinis |         |                                 |             |
|  | Galaxy Park               |         |                                 |             |
|  | Garfield                  |         |                                 |             |
|  | Ghost rockers             |         |                                 |             |
|  | Gonnie & Gijsje           |         |                                 |             |
|  | Green Kids                |         |                                 |             |
|  | Grobbebollen maken lol    |         |                                 |             |

## H
|  | Programma                   | Periode | Presentatie/Medewerkers/Acteurs | Opmerkingen |
|  | --------------------------- | ------- | ------------------------------- | ----------- |
|  | Hallo K3!                   |         |                                 |             |
|  | Het Regent Gehaktballen     |         |                                 |             |
|  | Hello Kitty and Friends     |         |                                 |             |
|  | HiHaHolland                 |         |                                 |             |
|  | Hoe Maak Je Dat?            |         |                                 |             |
|  | Hooi Hooi met Boer en Bloem |         |                                 |             |
|  | Hooi Hooi Helden            |         |                                 |             |
|  | Hou 't Schoon               |         |                                 |             |

## J
|  | Programma    | Periode | Presentatie/Medewerkers/Acteurs | Opmerkingen |
|  | ------------ | ------- | ------------------------------- | ----------- |
|  | Jabaloe      |         |                                 |             |
|  | Jack de aap  |         |                                 |             |
|  | Jacob Dubbel |         |                                 |             |
|  | Jokie        |         |                                 |             |
|  | Juf Roos     |         |                                 |             |
|  | Jul en Julia |         |                                 |             |

## K
|  | Programma                                          | Periode | Presentatie/Medewerkers/Acteurs | Opmerkingen |
|  | -------------------------------------------------- | ------- | ------------------------------- | ----------- |
|  | K3 Kan Het!                                        |         |                                 |             |
|  | Kattenoog                                          |         |                                 |             |
|  | Keet & Koen en de Speurtocht naar Bassie & Adriaan |         |                                 |             |
|  | Keets Vlog                                         |         |                                 |             |
|  | Koala Broertjes                                    |         |                                 |             |
|  | Koning Julien                                      |         |                                 |             |

## L
|  | Programma                              | Periode                          | Presentatie/Medewerkers/Acteurs | Opmerkingen |  |
|  | -------------------------------------- | -------------------------------- | ------------------------------- | ----------- |  |
|  | Lalaloopsy                             |                                  |                                 |             |  |
|  | Leer het verkeer met Bassie en Adriaan |                                  |                                 |             |  |
|  | Lego City                              |                                  |                                 |             |  |
|  | Lego Friends                           |                                  |                                 |             |  |
|  | Leren & Lachen met Bassie & Adriaan    |                                  |                                 |             |  |
|  | Little People                          |                                  |                                 |             |  |
|  | Littlest Pet Shop                      | 2013-2018, 27 oktober 2022-heden |                                 |             |  |
|  | Lolly Lolbroek                         |                                  |                                 |             |  |

## M
|  | Programma                                 | Periode | Presentatie/Medewerkers/Acteurs | Opmerkingen |
|  | ----------------------------------------- | ------- | ------------------------------- | ----------- |
|  | Marjolein en het geheim van het slaapzand |         |                                 |             |
|  | Mijn Ridder en Ik                         |         |                                 |             |
|  | Minuscule                                 |         |                                 |             |
|  | Miss Moon                                 |         |                                 |             |
|  | Mojicons                                  |         |                                 |             |
|  | Monskey                                   |         |                                 |             |
|  | Mr. Bean                                  |         |                                 |             |
|  | Musti                                     |         |                                 |             |
|  | My Little Pony                            |         |                                 |             |

## N
|  | Programma                  | Periode | Presentatie/Medewerkers/Acteurs | Opmerkingen |
|  | -------------------------- | ------- | ------------------------------- | ----------- |
|  | Nananjira en de Kadekapers |         |                                 |             |

## O
|  | Programma               | Periode | Presentatie/Medewerkers/Acteurs | Opmerkingen |
|  | ----------------------- | ------- | ------------------------------- | ----------- |
|  | Oggy en de kakkerlakken |         |                                 |             |
|  | Oma Ketjets             |         |                                 |             |

## P
|  | Programma                              | Periode               | Presentatie/Medewerkers/Acteurs | Opmerkingen |  |
|  | -------------------------------------- | --------------------- | ------------------------------- | ----------- |  |
|  | Piet Piraat                            |                       |                                 |             |  |
|  | Pieter Post                            | 27 oktober 2022-heden |                                 |             |  |
|  | Pipa Panda                             |                       |                                 |             |  |
|  | Pipo de Clown, De nieuwe avonturen van |                       |                                 |             |  |
|  | Plop en de Peppers                     |                       |                                 |             |  |
|  | Plop Vertelt                           |                       |                                 |             |  |
|  | Post voor Sint                         |                       |                                 |             |  |
|  | Prinsessia                             |                       |                                 |             |  |

## R
|  | Programma      | Periode | Presentatie/Medewerkers/Acteurs | Opmerkingen |
|  | -------------- | ------- | ------------------------------- | ----------- |
|  | Resque Bots    |         |                                 |             |
|  | Ricky Sprocket |         |                                 |             |
|  | Robin Hood     |         |                                 |             |
|  | Robocar Poli   |         |                                 |             |
|  | Rox            |         |                                 |             |

## S
|  | Programma                      | Periode | Presentatie/Medewerkers/Acteurs | Opmerkingen |
|  | ------------------------------ | ------- | ------------------------------- | ----------- |
|  | Samson en Gert                 |         |                                 |             |
|  | Sid De Slimmerik               |         |                                 |             |
|  | Spetter                        |         |                                 |             |
|  | Sportlets                      |         |                                 |             |
|  | Sprookjes                      |         |                                 |             |
|  | Sprookjes van Klaas Vaak       |         |                                 |             |
|  | Sprookjesboom                  |         |                                 |             |
|  | Sprookjesboom feest            |         |                                 |             |
|  | Sprookjesboom Zing en dans mee |         |                                 |             |
|  | Story Zoo                      |         |                                 |             |
|  | Strawberry Shortcake           |         |                                 |             |
|  | Super 4                        |         |                                 |             |

## T
|  | Programma                 | Periode | Presentatie/Medewerkers/Acteurs | Opmerkingen |
|  | ------------------------- | ------- | ------------------------------- | ----------- |
|  | Tashi                     |         |                                 |             |
|  | Team Hot Weels            |         |                                 |             |
|  | Theaterkids               |         |                                 |             |
|  | Thomas de stoomlocomotief |         |                                 |             |
|  | TiTa Tovenaar             |         |                                 |             |
|  | Totally Fit Kidz          |         |                                 |             |
|  | Tree Fu Tom               |         |                                 |             |
|  | Troetelbeertjes           |         |                                 |             |
|  | Turbo FAST                |         |                                 |             |

## V
|  | Programma | Periode | Presentatie/Medewerkers/Acteurs | Opmerkingen |
|  | --------- | ------- | ------------------------------- | ----------- |
|  | Vipo      |         |                                 |             |

## W
|  | Programma                | Periode | Presentatie/Medewerkers/Acteurs | Opmerkingen |
|  | ------------------------ | ------- | ------------------------------- | ----------- |
|  | Wat is je wens?          |         |                                 |             |
|  | Wie o Wie Zingt Do-Re-Mi |         |                                 |             |
|  | Wissper                  |         |                                 |             |
|  | Wizzy en Woppy           |         |                                 |             |
|  | Wolleke                  |         |                                 |             |
|  | Wonderschool             |         |                                 |             |
|  | W.S.V. De Optimist       |         |                                 |             |

## Y
|  | Programma        | Periode | Presentatie/Medewerkers/Acteurs | Opmerkingen |
|  | ---------------- | ------- | ------------------------------- | ----------- |
|  | Yoohoo & Friends |         |                                 |             |

## Z
|  | Programma  | Periode | Presentatie/Medewerkers/Acteurs | Opmerkingen |
|  | ---------- | ------- | ------------------------------- | ----------- |
|  | Zig en Zag |         |                                 |             |
|  | Zigby      |         |                                 |             |